# Diego Benavides de la Cueva

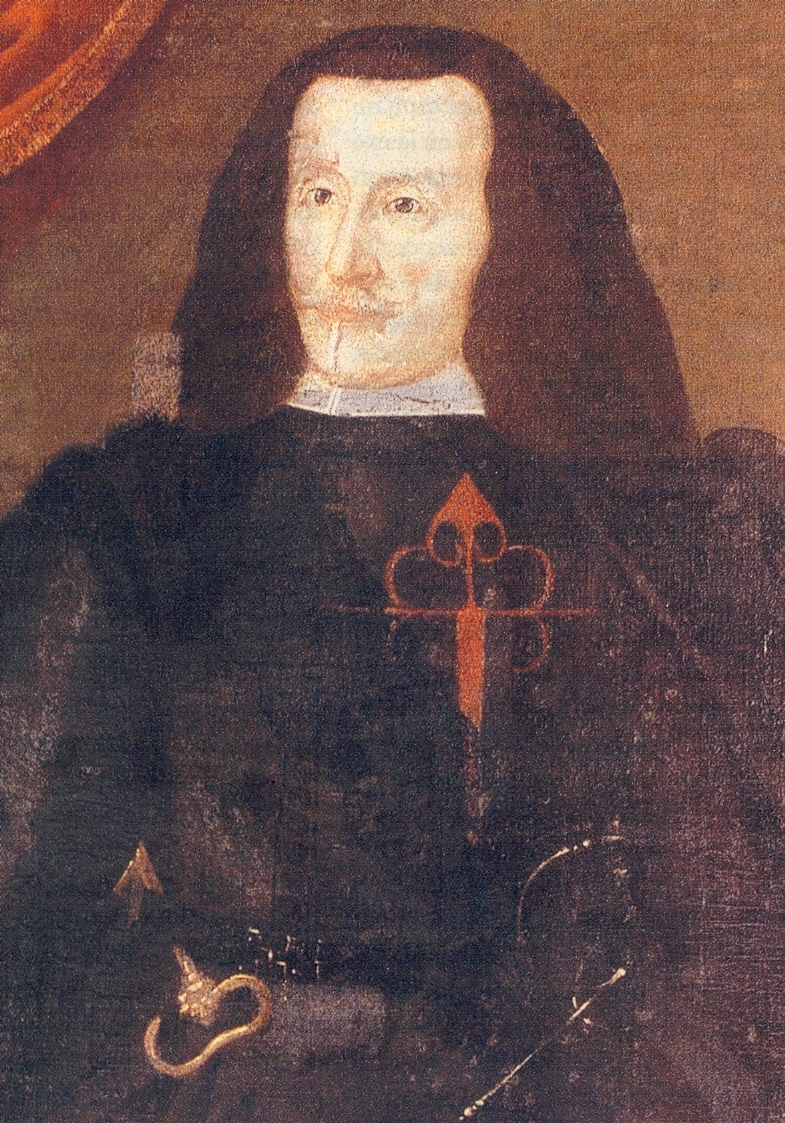
Diego Benavides de la Cueva, Graf von Santisteban

Diego Benavides de la Cueva y Bazán, conde de Santisteban del Puerto, marqués de Solera (* 1607 in Santisteban del Puerto, Provinz Jaén, Spanien; † 17. März 1666 in Lima, heute: Peru) war ein spanischer Offizier, Schriftsteller, Diplomat, Verwaltungsbeamter und Kolonialverwalter, der als Vizekönig von Navarra und Peru amtierte. Benavides war verheiratet mit Ana de Silva y Manrique, mit der er mehrere Kinder hatte.

## Herkunft und Jugend
Benavides entstammte einer adligen Familie. Sein Vater war Herzog von Alburquerque. Sein Bruder Francisco Fernández de la Cueva erbte den Herzogstitel und amtierte als Vizekönig von Neuspanien. Diego Benavides de la Cueva studierte an der Universität Salamanca und machte sich im spanischen Feldzug in Italien 1637 verdient. Als Dank wurde ihm der Titel des Marqués de Solera verliehen.
Eine Sammlung seiner Dichtungen erschien unter dem Titel Horas sucesivas. Er war Mitglied im Orden von Santiago und Kammerherr am Hofe König Philipps IV. von Spanien.

## Amtszeit als Vizekönig von Navarra
1652 ernannte ihn der König zum Vizekönig von Navarra. 1659 war er maßgeblich am Zustandekommen des Pyrenäenfriedens beteiligt, der den langjährigen Krieg zwischen Frankreich und Spanien beendete. Der Hauptkamm der Pyrenäen trennte fortan die beiden Länder, und die spanische Infantin Maria Teresa wurde dem französischen Thronfolger Ludwig XIV. zur Frau gegeben.

## Amtszeit als Vizekönig von Peru
Auch als Dank für seine Verdienste ernannte König Philipp IV. Benavides 1659 zum Vizekönig von Peru. Im November schiffte er sich in Cádiz ein, musste die Reise aber abbrechen, segelte im Januar 1660 erneut. Da er von Mittelamerika auf dem Landweg nach Peru reiste, erreichte er Lima erst im Juli 1661.
Während seiner Amtszeit wurde die erste Real Audiencia von Buenos Aires errichtet, die freilich keinen langen Bestand hatte.
Er setzte sich dafür ein, die Arbeitsbedingungen der einheimischen Bevölkerung erträglich zu halten und erließ zu diesem Zweck eine eigene Verfügung (Ordenanza de Obrajes).
In seine Amtszeit fiel ein Streit zwischen den spanischen Minenbetreibern in Peru sowie ein Aufstand der Einheimischen in La Paz.
Diego Benavides starb im Amt in Lima im März 1666. Sein ältester Sohn Francisco Benavides amtierte später als Vizekönig von Sizilien und Neapel. Sein zweitgeborener Sohn Manuel Benavides schlug eine Militärlaufbahn ein und blieb als General in Südamerika.